# Невільниця
Неві́льниця — річка в Україні, в межах Глибоцького району Чернівецької області. Права притока Дереглею (басейн Пруту). 

## Опис
Довжина 10 км, площа водозбірного басейну 36,1 км². Похил річки 13 м/км. Долина вузька і порівняно глибока, місцями зі стрімкими схилами. Річище слабозвивисте. 

## Розташування
Невільниця бере початок у лісовому масиві на північ від села Привороки. Тече переважно на південний захід (місцями на північ). Впадає до Дереглую біля північної околиці села Валя Кузьмина. 
- У верхів'ї річки створено штучне озеро. На його березі розташовані туристична база «Буковина» та розважально-відпочинковий комплекс «Зелений Гай».